# 愛知県道141号枇杷島停車場線

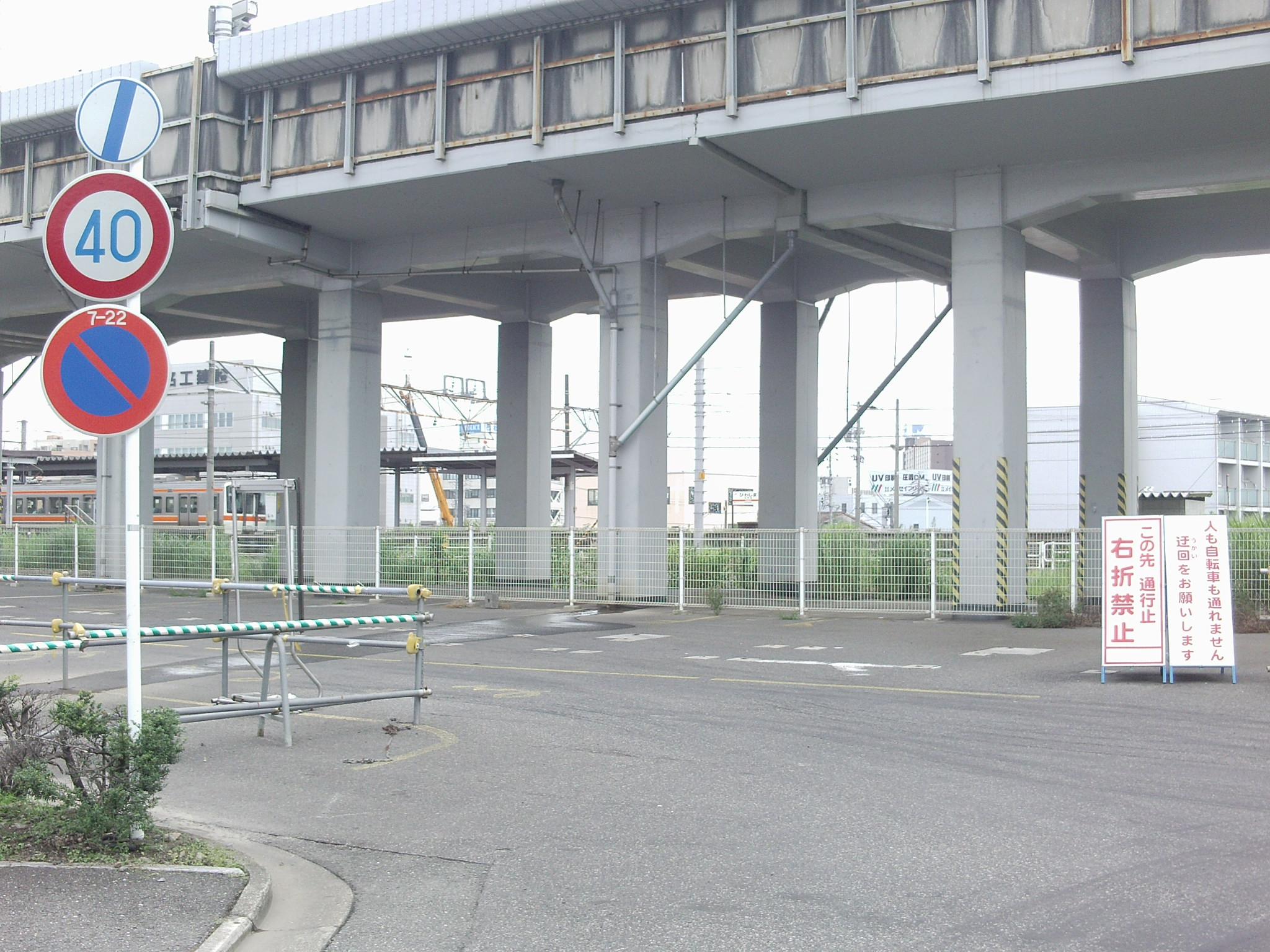
起点枇杷島停車場。2008年に駅舎が橋上駅化し、その後、旧駅舎は撤去された。以前のような駐輪の光景はない。（清須市西枇杷島町旭）

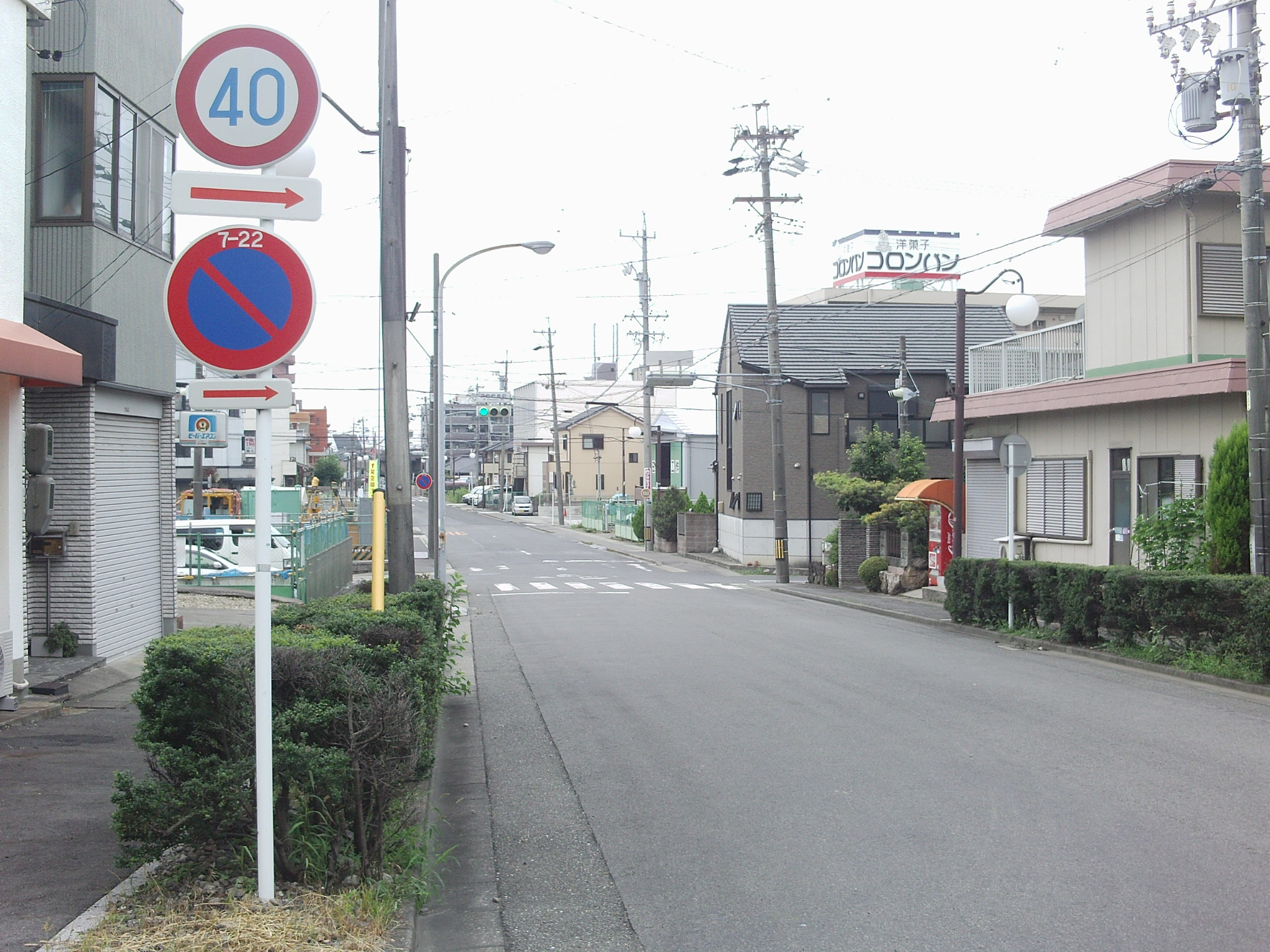
起点から南方向を望む。（清須市西枇杷島町旭）

愛知県道141号枇杷島停車場線（あいちけんどう141ごう びわじまていしゃじょうせん）は、愛知県清須市内を通る一般県道である。全長は約50mと非常に短い。

## 概要

### 路線データ
- 起点：枇杷島停車場
- 終点：愛知県清須市西枇杷島町旭（愛知県道126号給父西枇杷島線交点）
  - 認定当時の終点は、西春日井郡西枇杷島町辰新田であった。
- 路線延長：約50 m

## 沿革
- 1959年（昭和34年）12月15日：認定

## 交差する道路
- 愛知県道126号給父西枇杷島線

### 沿線
- JR東海道本線 枇杷島駅